# Michael Oren

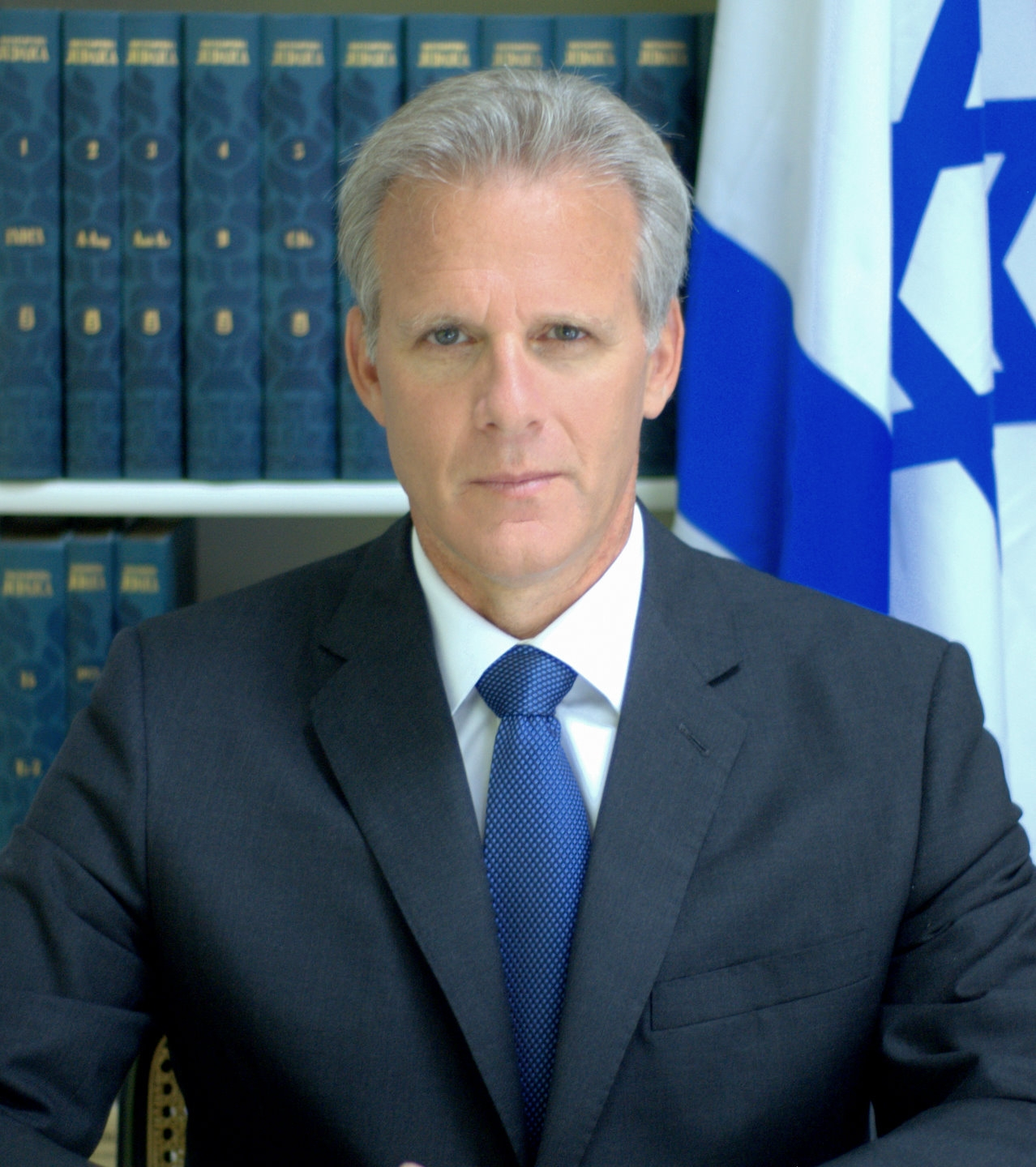
Michael Oren (2010)

Michael Oren (hebräisch מיכאל אורן‎, geboren als Michael Scott Bornstein, 1955 in New York) ist ein israelischer Diplomat, Autor, Historiker und Politiker der Partei Kulanu.

## Leben
Oren studierte an der Columbia University und an der Princeton University. 1979 wanderte er aus den Vereinigten Staaten nach Israel aus. Im Juli 2009 wurde er als Nachfolger von Sallai Meridor zum israelischen Botschafter in den Vereinigten Staaten ernannt und verblieb in diesem Amt bis 2013. Ihm folgte als Botschafter in den Vereinigten Staaten Ron Dermer. Oren war von 2015 bis 2019 Abgeordneter in der 20. Knesset. Er war von 1982 bis 2016 mit Sally Edelstein verheiratet und hat drei Kinder.

## Schriften (Auswahl)
- 2002: Six Days of War: Juni 1967 and the Making of the Modern Middle East, Presidio Press, ISBN 978-0-345-46192-6
- 2003: Reunion, New York: Plume, ISBN 978-1-931561-26-6
- 2007: Power, Faith, and Fantasy: The United States in the Middle East, 1776 to 2006, New York: W.W. Norton & Co. ISBN 978-0-393-33030-4
- 2007: New Essays on Zionism, David Hazony, Yoram Hazony und Michael Oren, Shalem Press, ISBN 978-965-7052-44-0